# Flegessen
Flegessen ist einer von 16 Ortsteilen der Stadt Bad Münder am Deister (Landkreis Hameln-Pyrmont, Niedersachsen).

## Geografie
Flegessen liegt im Naturpark Weserbergland Schaumburg-Hameln. Der Ort liegt etwas abseits der Kreuzung der L 423 mit der Bundesstraße 217 zwischen Springe und Hameln. Nordöstlich ist das Naturschutzgebiet Saupark Springe. Im Norden beginnt der Deister und im Westen der Süntel nahe dem Ort.

## Geschichte

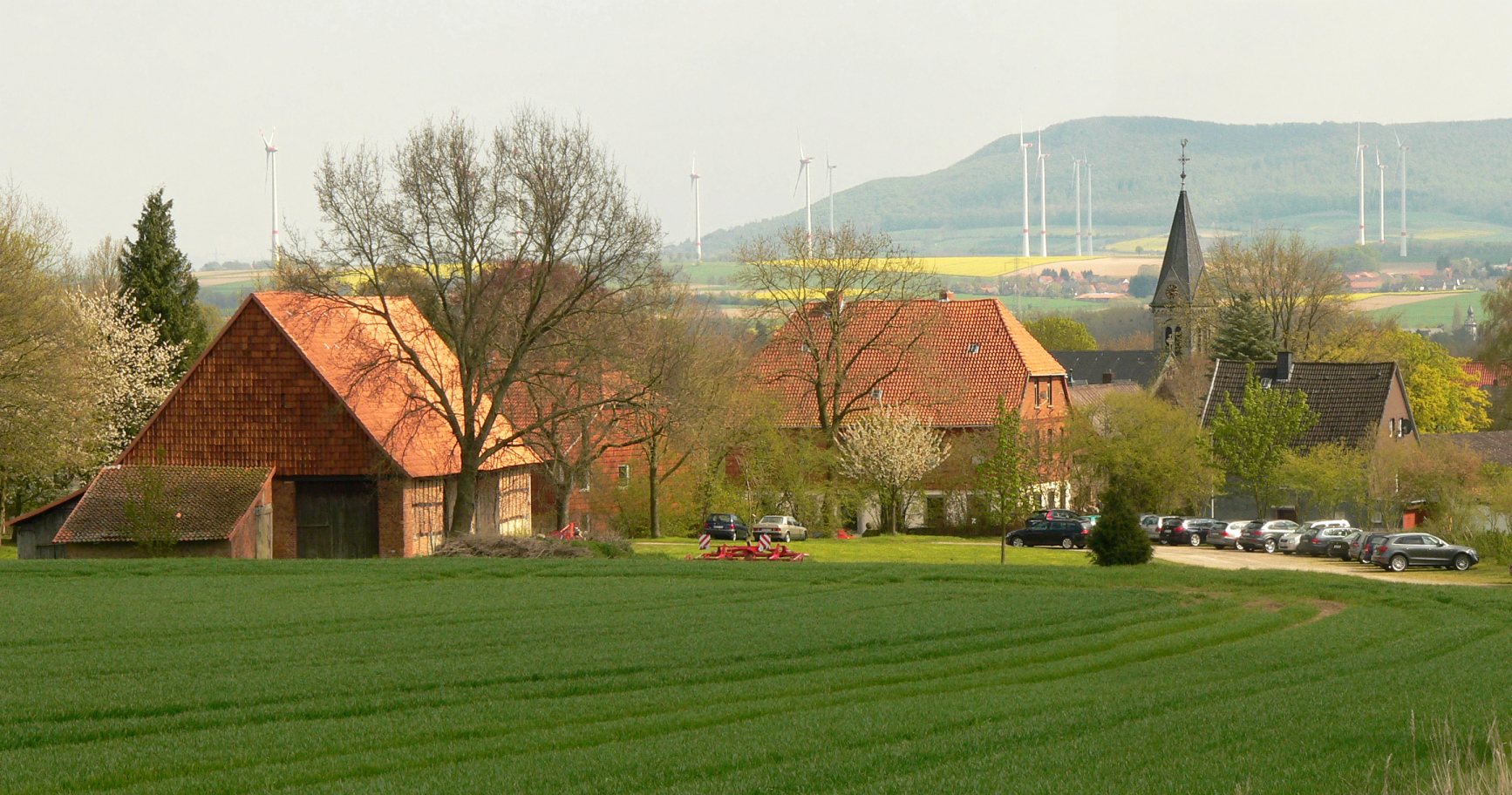
Blick vom Süntelhang auf das Gut Flegessen, im Hintergrund der Ith

Die erste sichere urkundliche Erwähnung des Dorfes datiert auf das Jahr 1294. Ältere Zuschreibungen in den Corveyer und Fuldaer Traditionen sind zweifelhaft.
Die Entwicklung des Dorfes verlief parallel mit der des Gutes Flegessen. Beides gehörte im Mittelalter dem Bonifatiusstift Hameln. 1259 gelangten Dorf und Gut in das Obereigentum des Bischofs von Minden, der beides um 1275 an das Kloster Barsinghausen übertrug. Über mehrere Besitzerwechsel gelangte es 1425/27 an das Kloster Wittenburg, dessen Eigentum 1580 durch Herzog Heinrich Julius von Braunschweig und Lüneburg eingezogen wurde. Später gehörte Flegessen zum Amt Springe.
Das Dorf Flegessen wurde am 1. Januar 1973 durch die Gebietsreform als einer von 16 Ortsteilen zur Stadtgemeinde Bad Münder vereinigt.

## Politik
Ortsbürgermeister ist Cordt-Hinrich Piephoh (CDU).
Flegessen hat einen gemeinsamen Ortsrat mit den Nachbarorten Hasperde und Klein Süntel.

## Kultur und Sehenswürdigkeiten

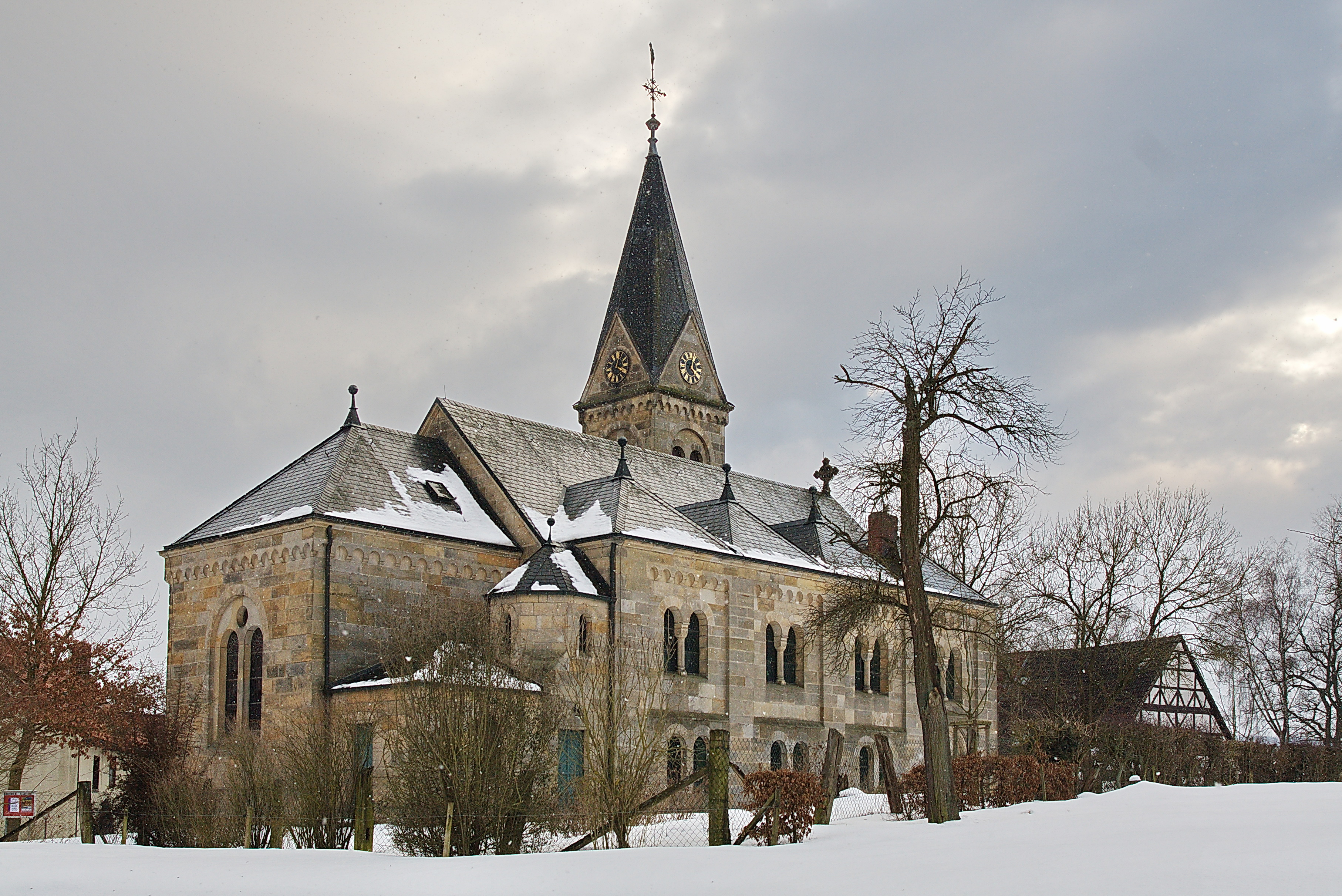
St.-Petri-Kirche

- Die St.-Petri-Kirche von 1892 im neuromanischen Stil enthält noch Steine der baufälligen Vorgängerkirche aus dem 9. Jahrhundert. Sie enthält ein Kruzifix aus dem 15. Jahrhundert.[4]
- Gegenüber der St.-Petri-Kirche steht das etwa 200 Jahre alte, unter Denkmalschutz stehende Pfarr- und Gemeindehaus Flegessen.
- Ebenfalls im alten Ortskern befindet sich die 1970 und 2012 umfassend renovierte, unter Denkmalschutz stehende ehemalige Klosterschänke des Ortes, das älteste Fachwerkhaus der Region.
- Die Wassertretstelle am Eingang zum Süntel wurde vom ortsansässigen Verkehrs- und Verschönerungsverein (VVV) gebaut und ist ein beliebtes Ausflugsziel für Wanderer im Süntel.
- Der 2015 eröffnete Regio/Bio-Dorfladen in einem ohne öffentliche Fördergelder finanzierten und in Eigenregie erbauten Strohballen-Lehm-Haus zieht regelmäßig Presse und Besuchergruppen von nah und fern an.[5]

## Wirtschaft und Infrastruktur

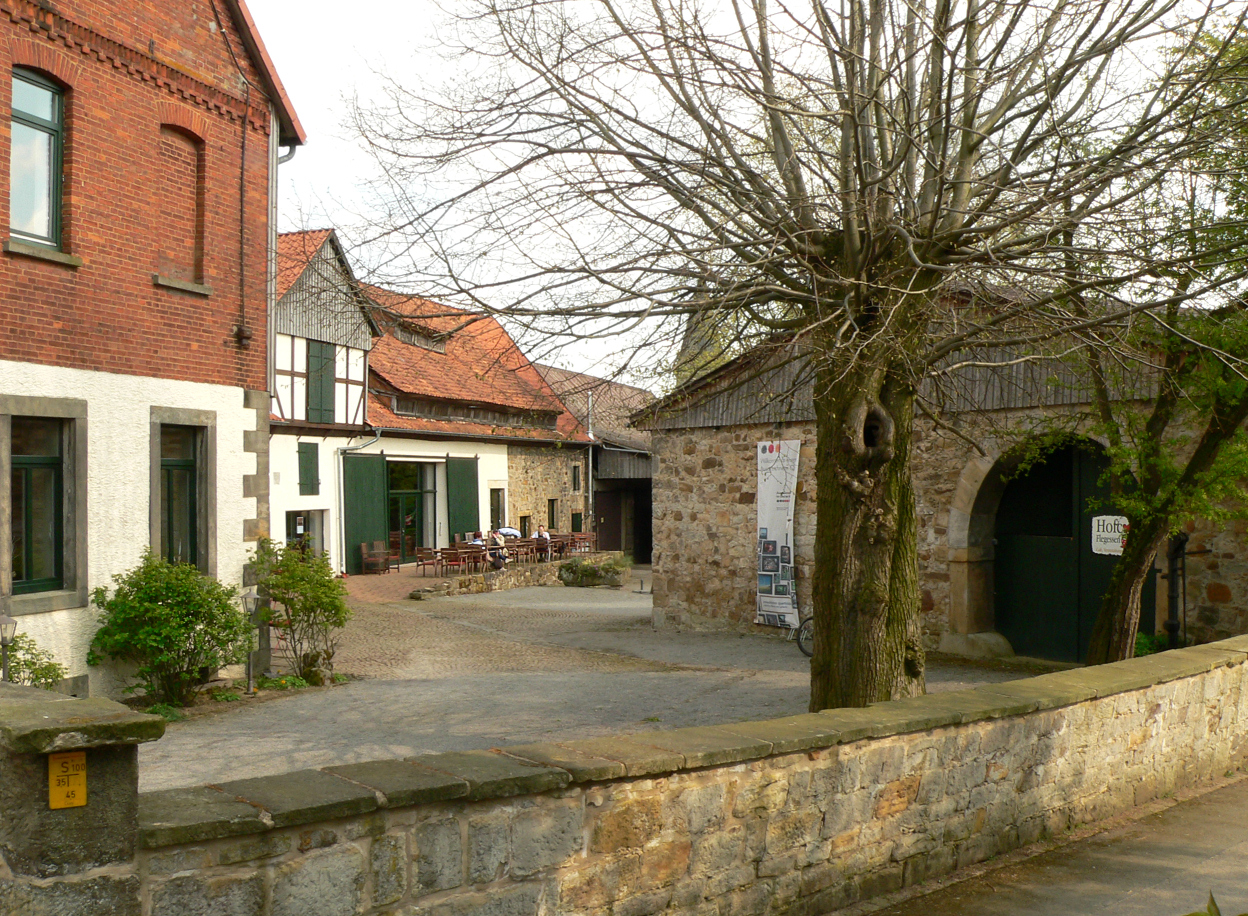
Gut Flegessen, mit Eingang zum Hofcafé

In einer Dörfergemeinschaft mit den Nachbarortsteilen Hasperde und Klein Süntel ist Flegessen in den letzten Jahren wiederholt für die Vielzahl an dörflichen Aktivitäten und das hohe ehrenamtliche Engagement seiner Einwohner ausgezeichnet worden. 2013 wurde die von Bürgern aus Flegessen, Hasperde und Klein Süntel gegründete „Ideenwerkstatt Dorfzukunft“ beim Bundeswettbewerb „Neue Nachbarschaft“ von der Montag Stiftung Urbane Räume für die „vielen engagierten, kreativen Projekten“ als ein „Beispiel für mehr Lebensfreude auf dem Land statt Landflucht“ ausgezeichnet. Ebenso gewann die Dörfergemeinschaft 2013 den „Deutschen Bürgerpreis“ der Sparkassenstiftung Weserbergland und war 2015 unter den Preisträgern des Wettbewerbs „Kerniges Dorf“ des Bundesministeriums für Ernährung und Landwirtschaft.
Trotz seiner geringen Größe hat Flegessen eine besondere wirtschaftliche und soziale Infrastruktur, unter anderem mit einer Grundschule, einem Kindergarten, einem Hofcafé, einem Bäcker, einem Mitglieder-Regio/Bio-Dorfladen, eine Imkerei mit eigenem Laden direkt unterhalb des Hofcafés und verschiedenen Handwerkern.
Der Sportverein „FC Flegessen/Hasperde von 1919 e. V.“ ist mit 619 Mitgliedern größter Verein im Dorf. Weitere Institutionen dörflicher Aktivitäten sind u. a. die Freiwillige Feuerwehr, der Musikverein, der Ortsverein des DRK, der Verein für Heimatpflege, Verkehrs- und Verschönerungsverein (VVV), der Männergesangverein MGV Concordia, der Kirchenchor, der Schützenverein, die evangelische Kirchengemeinde und der Förderverein Pfarrhaus.